# Rostock (1977)
Rostock – fregata rakietowa Niemieckiej Republiki Demokratycznej radzieckiego projektu 1159 (w kodzie NATO: Koni I), z okresu zimnej wojny. Nosiła numer burtowy 141. Wodowana w 1978 roku, weszła do służby w marynarce NRD (Volksmarine) w 1979 roku. Wycofana ze służby w 1991 roku, po zjednoczeniu Niemiec.

## Budowa
Fregata „Rostock” była pierwszą z trzech jednostek radzieckiego projektu 1159 (w kodzie NATO: Koni I) zakupionych przez marynarkę NRD na przełomie lat 70. i 80. XX wieku (pozostałe to „Berlin – Hauptstadt der DDR” i „Halle”). Była ona zarazem pierwszym  zbudowanym okrętem projektu 1159, stanowiącego typ małych fregat rakietowych budowanych w ZSRR na eksport dla zaprzyjaźnionych państw. W marynarce NRD klasyfikowane były jako okręty obrony wybrzeża (niem. Küstenschutzschiff) 2. rangi i zastąpiły w służbie cztery stare fregaty projektu 50 (typu Riga). Planowano również zakup czwartego okrętu tego typu, lecz ostatecznie zrezygnowano z niego. Fregaty projektu 1159 były największymi okrętami bojowymi w historii Volksmarine, po okrętach desantowych.
Stępkę pod budowę okrętu położono 22 października 1974 roku w stoczni Krasnyj Mietallist w  Zielenodolsku, a kadłub wodowano po dłuższej budowie 4 czerwca 1977 roku, po czym jednostkę ukończono i oddano do służby ostatniego dnia – 31 grudnia tego roku.

## Skrócony opis
Okręt miał kadłub gładkopokładowy, stalowy, z nadbudówką na śródokręciu skonstruowaną ze stopów lekkich. Na pokładzie dziobowym i rufowym umieszczone były pojedyncze wieże artylerii uniwersalnej, a na pokładówce przed rufową wieżą mieściła się chowana wyrzutnia rakiet przeciwlotniczych Osa-M. Wyporność standardowa wynosiła 1440 ton, a pełna 1600 ton. Długość wynosiła 96,4 m, szerokość 12,55 m, a zanurzenie 3,48 m.
Główne uzbrojenie artyleryjskie stanowiły cztery armaty uniwersalne kalibru 76 mm w dwóch dwudziałowych wieżach AK-726, z zapasem 1600 nabojów. Ich ogniem kierował radar artyleryjski Fut-B. Uzbrojenie artyleryjskie uzupełniały cztery działka przeciwlotnicze kalibru 30 mm w dwóch dwudziałowych wieżach AK-230, z zapasem 6000 nabojów, umieszczonych po jednej na każdej z burt na śródokręciu, sprzężone z radarem kierowania ogniem Rys′. Uzbrojenie rakietowe stanowiła dwuprowadnicowa chowana wyrzutnia ZIF-122 dla rakiet przeciwlotniczych bliskiego zasięgu systemu Osa-M, z zapasem 20 pocisków 9M-33. Do naprowadzenia pocisków służył radar 4R-33.
Do zwalczania okrętów podwodnych służyły dwie dwunastoprowadnicowe wyrzutnie rakietowych bomb głębinowych RBU-6000, z zapasem 120 bomb RGB-60, umieszczone na dziobie na dolnym piętrze nadbudówki, dysponujące systemem kierowania Buria. Uzupełniały je dwie zrzutnie bomb głębinowych. Okręt mógł zabrać 22 miny na torach minowych.
Wyposażenie radiolokacyjne, oprócz systemów kierowania ogniem, stanowiła stacja radiolokacyjna dozoru ogólnego MR-302. Ponadto okręt miał radar nawigacyjny Don-2. Do wykrywania okrętów podwodnych służyła stacja hydrolokacyjna Argun′. Okręt miał też wyposażenie walki radioelektronicznej w postaci stację rozpoznawczej Bizan′-4B i dwóch szesnastoprowadnicowych wyrzutni celów pozornych PK-16. Według jednak źródeł zachodnich, wyrzutnie celów pozornych zamontowano dopiero w 1987 roku.
Siłownia okrętowa w układzie CODAG składała się z dwóch marszowych silników wysokoprężnych B-68 o mocy łącznej 15 820 KM, napędzających dwie śruby, oraz turbiny gazowej mocy szczytowej M-8B o mocy 18 000 KM, napędzającej środkową śrubę o stałym skoku. Napęd pozwalał na osiągnięcie prędkości maksymalnej 30 węzłów oraz zasięgu 4500 mil morskich przy prędkości ekonomicznej 14 w.

## Służba
Pierwotnie okręt został tymczasowo 31 grudnia 1977 roku przejęty przez marynarkę ZSRR pod nazwą „Nierpa” (Нерпа, nerpa). Został następnie przekazany finalnemu odbiorcy i 25 lipca 1978 roku wszedł do służby w marynarce NRD (Volksmarine) pod nazwą „Rostock” od miasta nadbałtyckiego. Nosił stały numer burtowy: 141.
Przed zjednoczeniem Niemiec strona radziecka wymogła zdemontowanie z okrętów systemu przeciwlotniczego Osa-M. Formalnie wycofany został ze służby NRD w dniu poprzedzającym zjednoczenie (2 października 1990 roku). Jako jeden z nielicznych okrętów Volksmarine,  „Rostock” został na krótko przejęty w skład marynarki zjednoczonych Niemiec (Bundesmarine), otrzymując NATO-wski numer taktyczny F224, lecz już w sierpniu 1991 roku został wycofany ze służby. Ofertę na zakup fregat byłej NRD złożyła Algieria, lecz nie zdecydowano się na ich sprzedaż. „Rostock” został następnie 18 maja 1995 roku sprzedany do Wielkiej Brytanii jako okręt-cel.